# Agnieszka Pachalko
Agnieszka Pachalko  (Inowrocław, 18 de dezembro de 1973) é uma modelo e rainha de beleza da Polônia que venceu o concurso de Miss Internacional 1993.
O concurso aconteceu no dia 09 de outubro, em Tóquio, Japão, com a participação de 47 países. 
Ela foi a segunda polonesa a levar este título. 

## Biografia
Agnieszka é filha de pai físico e mãe professora de biologia. 

## Participação em concursos de beleza
Em 1993 ela ganhou o Miss Polski, tendo depois ido para o Japão disputar a coroa de Miss Internacional, que ela venceu. 

## Vida pós-concursos
Após coroar sua sucessora, Agnieszka desfilou para marcas como Chanel, Lagerfeld, Azzaro, Cardin, Ricci e Yves Saint Laurent, dividindo a passarela com modelos como Linda Evangelista, e Claudia Schiffer. 
1. ↑  Chrzanowski, Witold (18 de dezembro de 2016). «Agnieszka Pachałko – na wybiegu obok najsławniejszych». facet.wp.pl (em polaco). Consultado em 14 de fevereiro de 2019